# 박찬주 (1947년)
박찬주(朴燦柱, 1947년 7월 14일  ~ )는 대한민국의 법조인, 공무원, 정치인이다. 제15대 국회의원과 법제처장을 지냈다. 본관은 함양이며, 전라남도 화순군 출신이다.

## 주요 경력
- 중등학교 2급 정교사 자격시험 합격
- 제10회 행정고시 합격
- 문화공보부 행정사무관
- 제14회 사법고시 합격, 사법연수원 수료
- 대전지방법원 판사
- 대전지방법원 홍성지원 판사
- 의정부지원 판사
- 서울가정법원 판사
- 서울고등법원 판사
- 광주지방법원 부장판사
- 새정치국민회의 총재 법률담당특보
- 제15대 국회의원
- 제15대 대통령직인수위원회 위원
- 새정치국민회의 원내부총무
- 감사원 부정방지대책위
- 광주광역시 주민감사청구위원회 위원장
- 변호사 개업
- 법제처장
- 조선대학교 법학과 교수

## 학력
- 광주제일고등학교
- 전남대학교 수학과
- 연세대학교 대학원 법학과(석사)
- 미국 서던메소디스트 대학교 법학과 수료

## 역대 선거 결과
| 실시년도 | 선거   | 대수 | 직책     | 선거구             | 정당           | 득표수   | 득표율          | 순위 | 당락 | 비고 |
| -------- | ------ | ---- | -------- | ------------------ | -------------- | -------- | --------------- | ---- | ---- | ---- |
| 1996년   | 총선   | 15대 | 국회의원 | 전남 보성군·화순군 | 새정치국민회의 | 45,531표 | \| \| 63.20% \| | 1위  |      | 초선 |
|          | 63.20% |      |          |                    |                |          |                 |      |      |      |

## 참고 자료
- 박찬주 - 대한민국헌정회

| 전임 정수부 | 법제처장 2001년 9월 14일 ~ 2003년 3월 2일 | 후임 성광원 |